# 己部
己部（きぶ）は、漢字を部首により分類したグループの一つ。
康熙字典214部首では49番目に置かれる（3画の20番目）。

## 概要
「己」の字は自分のことを指したり、天干の第6位を意味する。
『説文解字』では己は中宮であるとし、万物が中宮に隠れようと屈折するさまに象るという。
一説に「紀」の本字で縄の形に象るという。偏旁ではもっぱら「キ」といった音を表す音符として使われる。
己部は「己」の形を筆画に持つ漢字を収めている。そこでは「已」や「巳」も含まれ、「巳」によって作られる漢字もここに収められる。UnicodeのCJK部首補助では、部首としての「己」の変形である「巳」に対して「SNAKE」の部首名が付けられている。
なお「巷」や「包」といった字は「巳」であるが、日本の新字体では「己」に変えられている。

## 部首の通称
- 日本：こ、き、おのれ
- 韓国：몸기부（mom gi bu、おのれの己部）
- 英米：Radical oneself

## 部首字
己
- 広韻 - 居理切、止韻
- 詩韻 - 紙韻、上声
- 三十六字母 - 見母
- 日本語 - 音：キ（漢音）・コ（呉音） 訓：おのれ・つちのと
- 中国語 - ピンイン：jǐ 注音：ㄐㄧˇ ウェード式：chi 3
- 朝鮮語 - 訓音：몸（mom、おのれ）・여섯째 천간（yeoseotjjae cheongan、第6の天干）  기(gi)

## 例字
- 已・己・巳・巴・𢀳・㠯・巵・巻・巷・巽・𢁐・𢁑